# Tony Curran
Tony Curran, född den 13 december 1969 i Glasgow, är en skotsk skådespelare.

## Filmografi i urval
- 1997 – The Bill (TV-serie)
- 1997 – Ett fall för Frost (TV-serie)
- 1998 – I ondskans närhet (TV-serie)
- 1999 – Lysande utsikter
- 2000 – Gladiator
- 2001 – Pearl Harbor
- 2009 – Medium (TV-serie)
- 2010 – Doctor Who (TV-serie)
- 2010 – Pillars of the Earth (TV-serie)
- 2011 – CSI: Crime Scene Investigation (TV-serie)
- 2011 – Boardwalk Empire (TV-serie)
- 2012 – Labyrinten (TV-serie)